# デビッド・ヒメネス
デビッド・ヒメネス（David Jiménez、1992年4月15日 - ）は、コスタリカのプロボクサー。カルタゴ出身。現WBA世界スーパーフライ級暫定王者。

## 来歴

### フライ級
2019年2月16日、プロデビュー。
2021年2月18日、パナマ市のホテル・エル・パナマでジェルソン・オルティスとWBCラテンアメリカフライ級王座決定戦を行い、10回3-0（98-90×3）の判定勝ちを収め王座を獲得した。
2021年6月19日、サンホセのギムナシオ・ファイト・クラブでエドウィン・カノとWBA世界フライ級ゴールド王座決定戦を行い、3回2分49秒KO勝ちを収め王座を獲得した。
2022年7月16日、ロサンゼルスのクリプト・ドットコム・アリーナでリカルド・サンドバルとWBA世界フライ級挑戦者決定戦を行い、12回2-0（114-112×2、113-113）の判定勝ちを収めアルテム・ダラキアンへの挑戦権を獲得した。
2023年1月28日、ロンドンのウェンブリー・アリーナでのアルツール・ベテルビエフVSアンソニー・ヤードの前座で、WBA世界フライ級王者のアルテム・ダラキアンと対戦し、12回0-3（113-115×2、112-116）の判定負けを喫し王座に失敗した。

### スーパーフライ級
2024年4月20日、ニューヨーク・ブルックリンのバークレイズ・センターにてデヴィン・ヘイニーVSライアン・ガルシアの前座で、WBA世界スーパーフライ級暫定王座決定戦をWBA世界同級1位のジョン・ラミレスと行い、12回3-0（117-111×2、116-112）の判定勝ちを収め王座を獲得した。
2025年3月7日、地元カルタゴのポリデポルティボ・デ・カルタゴにてWBA世界スーパーフライ級13位のキービン・ララとWBA暫定世界同級タイトルマッチを行い、12回3-0（120-108、119-109、116-112）の判定勝ちを収め初防衛に成功した。
2025年7月20日、ビシュケクのビシュケク・アリーナにてWBA世界スーパーフライ級9位の健文トーレスとWBA世界同級挑戦者決定戦を行い、11回1分12秒KO勝ちを収め2度目の防衛に成功した。

## 戦績
- プロボクシング：19戦 18勝 (12KO) 1敗

| 戦           | 日付           | 勝敗 | 時間     | 内容    | 対戦相手                         | 国籍           | 備考                                  |
| ------------ | -------------- | ---- | -------- | ------- | -------------------------------- | -------------- | ------------------------------------- |
| 1            | 2019年2月16日  | ☆    | 3R 0:22  | KO      | エマヌエル・ビジャマー           | メキシコ       | プロデビュー戦                        |
| 2            | 2019年6月8日   | ☆    | 3R 1:48  | TKO     | エドウィン・ハビエル・オルティス | ニカラグア     |                                       |
| 3            | 2019年9月11日  | ☆    | 3R 1:57  | KO      | マルコス・アリエタ               | パナマ         |                                       |
| 4            | 2019年11月9日  | ☆    | 2R 1:18  | KO      | ヤダー・トレド                   | ニカラグア     |                                       |
| 5            | 2019年11月27日 | ☆    | 4R 終了  | TKO     | ヘスス・サントス                 | パナマ         |                                       |
| 6            | 2019年12月21日 | ☆    | 5R 0:46  | TKO     | マイロン・ロストラン             | コスタリカ     |                                       |
| 7            | 2020年2月8日   | ☆    | 6R       | 判定3-0 | ジョナサン・アリアス             | ドミニカ共和国 |                                       |
| 8            | 2021年2月18日  | ☆    | 10R      | 判定3-0 | ヘルソン・オルティス             | ニカラグア     | WBCラテンアメリカフライ級王座決定戦   |
| 9            | 2021年6月19日  | ☆    | 3R 2:49  | KO      | エドウィン・カノ・エルナンデス   | メキシコ       | WBA世界フライ級ゴールド王座決定戦     |
| 10           | 2022年3月17日  | ☆    | 5R 1:52  | KO      | ダルウィン・マルティネス         | コスタリカ     |                                       |
| 11           | 2022年5月6日   | ☆    | 5R 0:30  | TKO     | ダニエル・メンドーサ             | スペイン       |                                       |
| 12           | 2022年7月16日  | ☆    | 12R      | 判定2-0 | リカルド・ラファエル・サンドバル | アメリカ合衆国 |                                       |
| 13           | 2023年1月28日  | ★    | 12R      | 判定0-3 | アルテム・ダラキアン             | ウクライナ     | WBA世界フライ級タイトルマッチ         |
| 14           | 2023年7月21日  | ☆    | 7R 終了  | TKO     | ロセンド・ウーゴ・グアルネロス   | メキシコ       | WBCラテンアメリカフライ級王座決定戦   |
| 15           | 2024年1月19日  | ☆    | 7R 2:26  | KO      | ガニガン・ロペス                 | メキシコ       |                                       |
| 16           | 2024年2月23日  | ☆    | 10R      | 判定3-0 | パブロ・マカリオ                 | グアテマラ     |                                       |
| 17           | 2024年4月20日  | ☆    | 12R      | 判定3-0 | ジョン・ラミレス                 | アメリカ合衆国 | WBA世界スーパーフライ級暫定王座決定戦 |
| 18           | 2025年3月7日   | ☆    | 12R      | 判定3-0 | キービン・ララ                   | ニカラグア     | WBA暫定防衛1                          |
| 19           | 2025年7月20日  | ☆    | 11R 1:12 | KO      | 健文トーレス（TMK）              | メキシコ       | WBA世界スーパーフライ級挑戦者決定戦   |
| テンプレート |                |      |          |         |                                  |                |                                       |

## 獲得タイトル
- WBCラテンアメリカフライ級王座
- WBA世界フライ級ゴールド王座
- WBA世界スーパーフライ級暫定王座（防衛2）